# Discodes monachus
Discodes monachus är en stekelart som först beskrevs av Mercet 1921.  Discodes monachus ingår i släktet Discodes och familjen sköldlussteklar. Inga underarter finns listade i Catalogue of Life.